# II-V-I-progressie

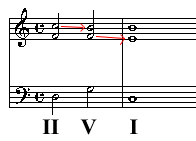
Een halve toon onder de septiem van de IIe trap ligt de terts van de Ve trap. De terts (van V) is gelijk aan de septiem van de Ie trap

De II-V-I-progressie is de meest gebruikte akkoordverbinding in de jazzmuziek. Deze verbinding is functioneel gelijk aan zijn klassieke tegenhanger, de IV-V-I-verbinding. De II is een subdominantvervanging, de V (of V7) is de dominant en de I de tonica.

## Kwintencirkel

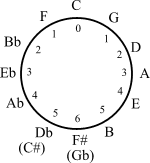
Kwintencirkel

Een voorbeeld van een II-V-I-akkoordopeenvolging is Dmin7 - G7 - Cmaj7. De akkoorden Dmin7 en G7 staan net als G7 en Cmaj7 in een kwintverhouding ten opzichte van elkaar zoals ook te zien is in de kwintencirkel. Hierdoor verloopt de stemvoering van deze akkoordopvolging erg vloeiend.

## Trappen
Behalve met het hulpmiddel van de kwintencirkel kun je het ook als opeenvolgende toontrappen of 'trappen' begrijpen. Stel dat je in C (Trap I) speelt en deze progressie volgt, dan begin je dus met Dmin7 (Trap II), gaat verder met G7 (Trap V) en eindigt met Cmaj7 (Trap I). Grafisch voorgesteld levert dit het volgende patroon op:

De 'trappen' zijn

I - II - III - IV - V

Cmaj7 - Dmin7 - E - F - G7 

Wat je als sequentie speelt zijn de akkoorden/de noten van de akkoorden:

II - V - I

Dmin7 - G7 - Cmaj7
Stel dat je als muzikant de bladmuziek van een jazztune krijgt en je merkt dat ze in C staat, dan weet je dat je start met Dmin7. Bij D start je dan weer met Emin7, bij E met Fismin7 enzovoort, dus steeds op de 'tweede trap'. Bij een piano of gitaar kan het volstaan om als begeleiding deze akkoorden te spelen, bij een saxofoon of klarinet kan dat natuurlijk niet, en moet je de noten apart spelen die bij het akkoord horen.

## Voorbeelden van de II-V-I progressie
De II-V-I-verbinding is bijvoorbeeld te horen in:
- Autumn Leaves
- Tune Up (M.Davis)
- Het begin van I Fall In Love Too Easily (J.Slyne)
- Het begin van Fools Rush In (R.Bloom)
- Het begin van Four Brothers (J.Giuffre)
- Het begin van Still got the blues (Gary Moore)